# KSGV
Het Kenniscentrum voor levensbeschouwing en geestelijke volksgezondheid (KSGV), is een wetenschappelijke vereniging die zich richt op de relatie tussen geestelijke gezondheid en levensbeschouwing. De vereniging wil dit realiseren via studiebijeenkomsten, eigen publicaties en het instellen van bijzondere leerstoelen op universiteiten. Het KSGV telt honderden leden, waaronder een groot aantal geestelijk verzorgers, pastores, psychiaters en psychologen. Met onder meer de Christelijke Vereniging voor Psychiaters, Psychologen en Psychotherapeuten (CVPPP), het Kennisinstituut Christelijke GGz van Eleos en De Hoop (KICG) en de stichting Psychiatrie en Religie wordt samengewerkt binnen de federatie Zingeving & Geestelijke Gezondheid (FZGG).

## Ontstaansgeschiedenis
De geschiedenis van het KSGV vangt aan in 1930. Op initiatief van Carel Kortenhorst, zenuwarts van het zwakzinnigeninstituut Voorburg te Vught, vindt op 10 juni 1930 de oprichtingsvergadering plaats van de R.K. Charitatieve Vereeniging voor Geestelijke Volksgezondheid (RKCVGV). De oprichting van deze vereniging moeten we plaatsen tegen de achtergrond van het interbellum, de politiek en maatschappelijk onzekere periode tussen beide wereldoorlogen. De jaren twintig en dertig van de vorige eeuw waren een tijd van maatschappelijke onrust; ‘men’ maakte zich zorgen over het morele verval van de lagere sociale klassen, ‘het volk’. Notabelen als Carel Kortenhorst wilden een bijdrage leveren aan de geestelijke verheffing, dat zij noemden ‘het bevorderen van de mentale hygiëne van het volk’. Kortenhorst opereerde vanuit de verzuilde kaders die destijds de grondslag vormden van de samenleving (vandaar het ‘RK’ van de RKCVGV). Er was ook een ‘neutrale’ vereniging (de NVGV, Nederlandsche Vereeniging ter bevordering der Geestelijke Volksgezondheid) en meerdere protestantse (zoals de Nederlandsche Hervormde Vereeniging voor Geestelijke Volksgezondheid). De vereniging van Kortenhorst ging na vijftien jaar letterlijk in vlammen ten onder: in 1944 werd zijn woonhuis in 's-Hertogenbosch gebombardeerd en ging het archief (inclusief het ledenbestand) verloren, wat meteen het einde van de vereniging was. Kortenhorst overleed enkele jaren later (in 1950) na een beroerte.

## Na de Tweede Wereldoorlog
De vereniging maakt een doorstart onder een nieuwe naam en met nieuwe leiding. De nieuwe naam luidt Katholieke Centrale Vereniging voor Geestelijke Volksgezondheid (KCVGV), de nieuwe inspirator is professor Frits Buytendijk, Nederlands hervormd van origine (maar later katholiek geworden), hoogleraar fysiologie in Amsterdam en Groningen, later hoogleraar psychologie in Utrecht en Nijmegen. Buytendijk is een waarlijk legendarisch persoon van ‘Europees kaliber’, bevriend met Scheler, Guardini, Merleau-Ponty en andere (Europese) grootheden. Per 1 augustus 1948 deed Buytendijk zijn intrede in het bestuur als voorzitter van de vereniging.
Hoe charismatisch en inspirerend Buytendijk was blijkt uit het feit dat de jaarlijkse studiebijeenkomsten van ‘zijn’ vereniging niet plaatsvonden in een kleine zaal (waar eerder de vereniging zijn studiedagen hield), maar in de grote zaal van de Utrechtse Stadsschouwburg. En deze vulde hij met gemak: ongeacht het programma kwam men om de ‘grote Buytendijk’ mee te maken. Hanneke Westhoff beschrijft in haar boek uit 1996 de naoorlogse periode van ‘geestelijke bevrijders’ als Buytendijk, Fortmann, Trimbos en vele anderen. Het is een fascinerende geschiedenis van een katholieke intelligentsia die, worstelend met haar eigen ketenen, ‘gewone’ katholieken van hun ideologische ketenen wilde bevrijden. In de KSGV-jubileumuitgave ter gelegenheid van het 85-jarig bestaan, Maak buigzaam wat verstard is, beschrijft Ruud Abma eveneens de invloed van KSGV-coryfeeën in de geestelijke bevrijding van katholieken in Nederland.

## De huidige opzet
Rond het overlijden van Buytendijk in 1974 is de periode van ‘ontzuiling’ in volle gang. Diverse confessionele verenigingen voor geestelijke volksgezondheid in Nederland fuseren tot het NcGv – het Nationaal centrum Geestelijke volksgezondheid, tegenwoordig het Trimbos Instituut – maar van Buytendijk’s Katholieke Centrale Vereniging wordt een klein restant buiten die fusie gehouden. Dat restant is uiteindelijk uitgegroeid tot het huidige KSGV. Als nieuwe voorzitter treedt aan de meer ‘aardse’ prof. dr. Willem J. Berger, priester en psycholoog, hoogleraar pastorale psychologie en toegepaste godsdienstpsychologie in Nijmegen. In 1989 wordt Berger als voorzitter van het Katholiek Studiecentrum Geestelijke Volksgezondheid opgevolgd door de sociologe dr. Julie Feldbrugge, acht jaar later draagt zij de voorzittershamer over aan de godsdienstpsycholoog prof. dr. Jan van der Lans (tot 2002). In de jaren hierna volgden dr. Frans Derks, prof. dr. Rien van Uden en prof. dr. Herman Westerink, momenteel is prof. dr. Arjan Braam voorzitter van vereniging KSGV. 
Naast het publiceren van uitgaven in de (tweede) serie Geestelijke Volksgezondheid en het organiseren van studiebijeenkomsten wordt in 1994 de eerste bijzondere leerstoel aan een Nederlandse universiteit in het leven geroepen. Inmiddels zijn er diverse leerstoelhouders vanwege het KSGV actief aan de Radboud Universiteit Nijmegen, Rijksuniversiteit Groningen, Tilburg University, Universiteit voor Humanistiek in Utrecht en KU Leuven in Vlaanderen. Sinds 2014 geeft het KSGV in samenwerking met uitgeverij Shaker Verlag ook een Engelstalige serie uit, de International Series in Mental Health and Religion. Tot op heden zijn er zes delen verschenen in deze serie. Jaarlijks organiseert het KSGV studiebijeenkomsten rond actuele thema's op terreinen van geestelijke gezondheidszorg en zingeving, eveneens gedurende vele jaren in Vlaanderen. 
Het KSGV heeft zo'n 800 leden (2021-statistieken), afkomstig uit de geestelijke gezondheidszorg, pastorale zorg, kerkelijke instellingen, maatschappelijke dienstverlening, verpleging en andere verzorgende beroepen en het (sociaal-cultureel) onderwijs. Het KSGV werkt vanuit een eigen kantoorruimte gesitueerd binnen Tilburg School of Catholic Theology en gelegen op de campus van Tilburg University. Daarvoor was het KSGV gehuisvest bij de toenmalige Theologische Faculteit Tilburg. En eerder waren Utrecht en Nijmegen de standplaatsen. Gezien de link met Utrecht, maar evenzeer omwille van de centrale ligging, organiseert het KSGV bij voorkeur studiebijeenkomsten in de Domstad.   